# Grand Prix automobile d'Europe 2009
GP précédent GP suivant
Le Grand Prix automobile d'Europe 2009 (2009 Formula 1 Telefónica Grand Prix of Europe), disputé sur le circuit urbain de Valence le 23 août 2009, est la 814e épreuve du championnat du monde de Formule 1 courue depuis 1950 et la onzième manche du championnat 2009.

## Essais libres

### Première séance, le vendredi matin

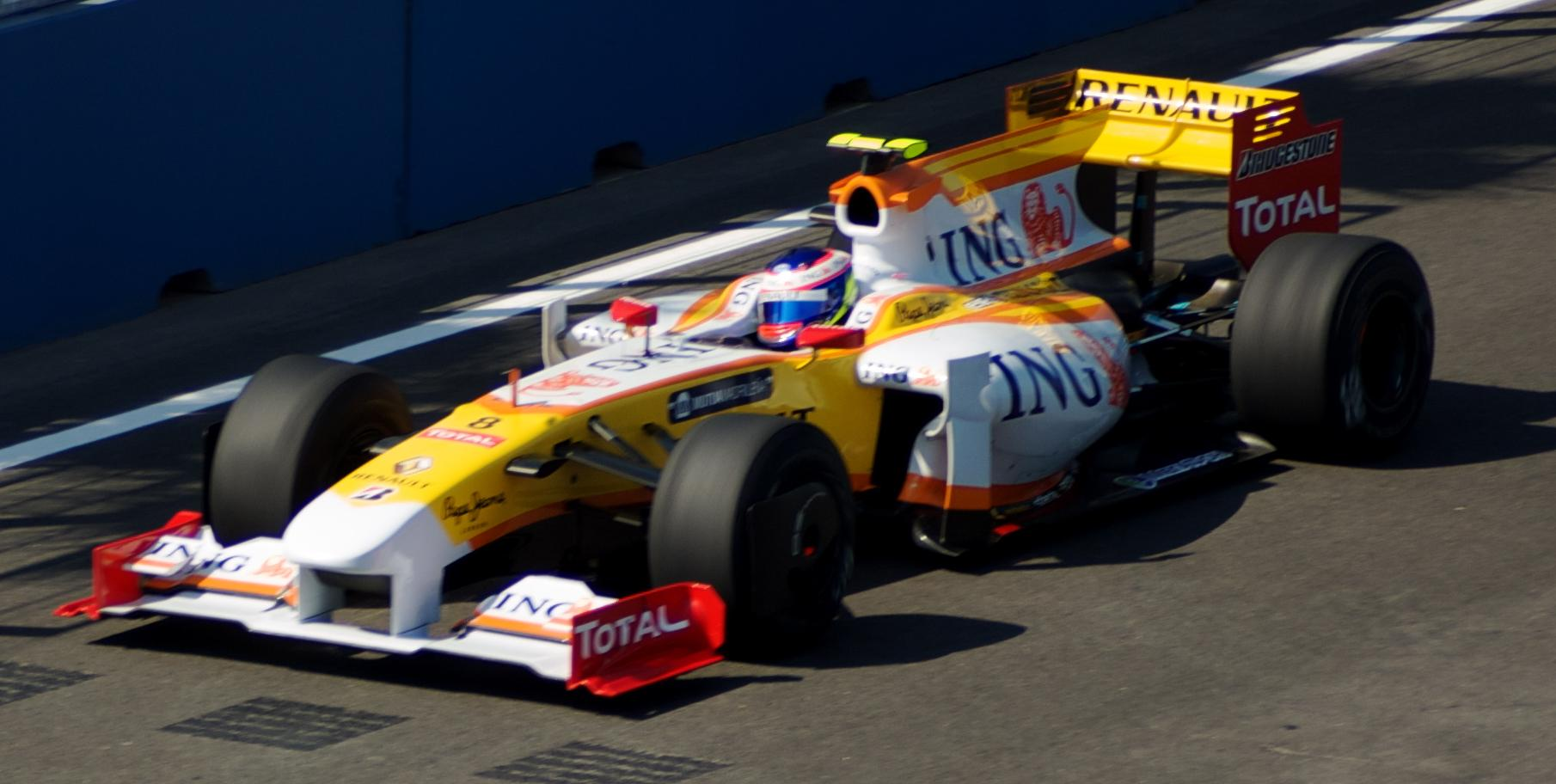
Romain Grosjean fait ses débuts en Formule 1 à Valence

| Pos | Pilote             | Voiture              | Chrono         | Écart   |
| --- | ------------------ | -------------------- | -------------- | ------- |
| 1   | Rubens Barrichello | Brawn-Mercedes       | 1 min 42 s 460 |         |
| 2   | Heikki Kovalainen  | McLaren-Mercedes     | 1 min 42 s 636 | 0 s 176 |
| 3   | Lewis Hamilton     | McLaren-Mercedes     | 1 min 42 s 654 | 0 s 194 |
| 4   | Jenson Button      | Brawn-Mercedes       | 1 min 43 s 074 | 0 s 614 |
| 5   | Sebastian Vettel   | Red Bull-Renault     | 1 min 43 s 088 | 0 s 628 |
| 6   | Adrian Sutil       | Force India-Mercedes | 1 min 43 s 209 | 0 s 749 |

### Deuxième séance, le vendredi après-midi

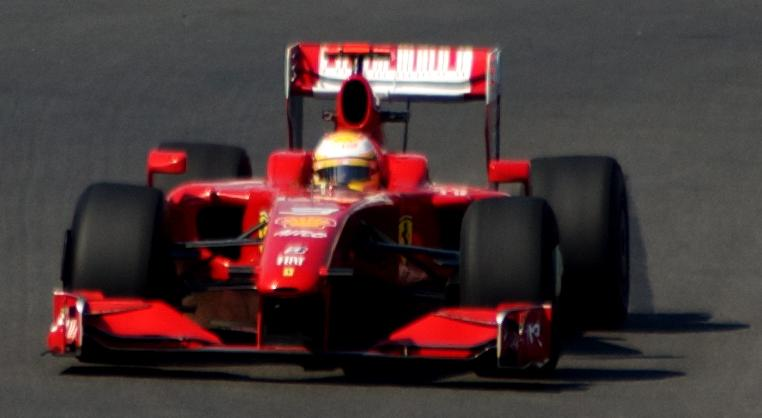
Luca Badoer fait son retour en Formule 1 après 10 ans d'absence

| Pos | Pilote             | Voiture              | Chrono         | Écart   |
| --- | ------------------ | -------------------- | -------------- | ------- |
| 1   | Fernando Alonso    | Renault              | 1 min 39 s 404 |         |
| 2   | Jenson Button      | Brawn-Mercedes       | 1 min 40 s 178 | 0 s 774 |
| 3   | Rubens Barrichello | Brawn-Mercedes       | 1 min 40 s 209 | 0 s 805 |
| 4   | Nico Rosberg       | Williams-Toyota      | 1 min 40 s 385 | 0 s 981 |
| 5   | Kazuki Nakajima    | Williams-Toyota      | 1 min 40 s 503 | 1 s 099 |
| 6   | Adrian Sutil       | Force India-Mercedes | 1 min 40 s 596 | 1 s 192 |

### Troisième séance, le samedi matin

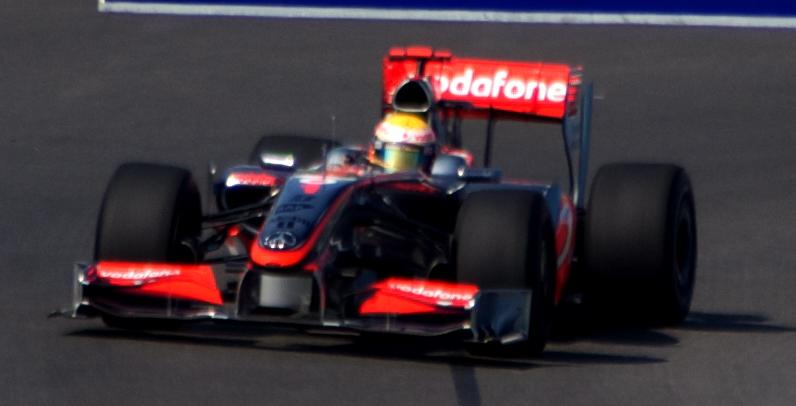
Lewis Hamilton passe la barre des 700 km en tête d'un Grand Prix

| Pos | Pilote               | Voiture              | Chrono         | Écart   |
| --- | -------------------- | -------------------- | -------------- | ------- |
| 1   | Adrian Sutil         | Force India-Mercedes | 1 min 39 s 143 |         |
| 2   | Kazuki Nakajima      | Williams-Toyota      | 1 min 39 s 247 | 0 s 104 |
| 3   | Robert Kubica        | BMW Sauber           | 1 min 39 s 513 | 0 s 370 |
| 4   | Heikki Kovalainen    | McLaren-Mercedes     | 1 min 39 s 553 | 0 s 410 |
| 5   | Nico Rosberg         | Williams-Toyota      | 1 min 39 s 732 | 0 s 589 |
| 6   | Giancarlo Fisichella | Force India-Mercedes | 1 min 39 s 764 | 0 s 621 |

## Séance de qualifications
| Pos | Pilote                 | Écurie               | Qualifications 1 | Qualifications 2 | Qualifications 3 | Poids des monoplaces |
| --- | ---------------------- | -------------------- | ---------------- | ---------------- | ---------------- | -------------------- |
| 1   | Lewis Hamilton SREC    | McLaren-Mercedes     | 1 min 38 s 649   | 1 min 38 s 182   | 1 min 39 s 489   | 653,0 kg             |
| 2   | Heikki Kovalainen SREC | McLaren-Mercedes     | 1 min 38 s 816   | 1 min 38 s 230   | 1 min 39 s 532   | 655,0 kg             |
| 3   | Rubens Barrichello     | Brawn-Mercedes       | 1 min 39 s 019   | 1 min 38 s 076   | 1 min 39 s 563   | 662,5 kg             |
| 4   | Sebastian Vettel       | Red Bull-Renault     | 1 min 39 s 295   | 1 min 38 s 273   | 1 min 39 s 789   | 654,0 kg             |
| 5   | Jenson Button          | Brawn-Mercedes       | 1 min 38 s 531   | 1 min 38 s 601   | 1 min 39 s 821   | 661,5 kg             |
| 6   | Kimi Räikkönen SREC    | Ferrari              | 1 min 38 s 843   | 1 min 38 s 782   | 1 min 40 s 144   | 661,5 kg             |
| 7   | Nico Rosberg           | Williams-Toyota      | 1 min 39 s 039   | 1 min 38 s 346   | 1 min 40 s 185   | 665,0 kg             |
| 8   | Fernando Alonso        | Renault              | 1 min 39 s 155   | 1 min 38 s 717   | 1 min 40 s 236   | 656,5 kg             |
| 9   | Mark Webber            | Red Bull-Renault     | 1 min 38 s 983   | 1 min 38 s 625   | 1 min 40 s 239   | 664,5 kg             |
| 10  | Robert Kubica          | BMW Sauber           | 1 min 38 s 806   | 1 min 38 s 747   | 1 min 40 s 512   | 657,5 kg             |
| 11  | Nick Heidfeld          | BMW Sauber           | 1 min 39 s 032   | 1 min 38 s 826   |                  | 677,0 kg             |
| 12  | Adrian Sutil           | Force India-Mercedes | 1 min 39 s 145   | 1 min 38 s 846   |                  | 672,5 kg             |
| 13  | Timo Glock             | Toyota               | 1 min 39 s 459   | 1 min 38 s 991   |                  | 694,7 kg             |
| 14  | Romain Grosjean        | Renault              | 1 min 39 s 322   | 1 min 39 s 040   |                  | 677,7 kg             |
| 15  | Sébastien Buemi        | Toro Rosso-Ferrari   | 1 min 38 s 912   | 1 min 39 s 514   |                  | 688,5 kg             |
| 16  | Giancarlo Fisichella   | Force India-Mercedes | 1 min 39 s 531   |                  |                  | 692,5 kg             |
| 17  | Kazuki Nakajima        | Williams-Toyota      | 1 min 39 s 795   |                  |                  | 702,0 kg             |
| 18  | Jarno Trulli           | Toyota               | 1 min 39 s 807   |                  |                  | 707,3 kg             |
| 19  | Jaime Alguersuari      | Toro Rosso-Ferrari   | 1 min 39 s 925   |                  |                  | 678,5 kg             |
| 20  | Luca Badoer SREC       | Ferrari              | 1 min 41 s 413   |                  |                  | 690,5 kg             |

- Les pilotes prenant part aux qualifications avec le SREC sont signalés par la mention SREC.

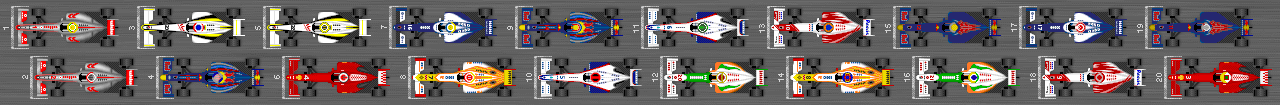
La grille de départ du Grand Prix.

## Course

### Déroulement de l'épreuve
Le départ du Grand Prix est donné sous le soleil et les températures atteignent 31 °C dans l’air et 47 °C sur la piste. Heikki Kovalainen et Sebastian Vettel, en deuxième et quatrième position, se mettent en léger travers de leur emplacement sur la grille pour faire face au premier virage. À l'extinction des feux, les deux McLaren en première ligne, Lewis Hamilton étant en pole position devant Kovalainen, équipés de gommes tendres et du SREC se mettent immédiatement à l'abri de leurs poursuivants dès le premier virage. Hamilton boucle le premier tour suivi de Kovalainen à 1 s 5, Rubens Barrichello à 2 s 4, Kimi Räikkönen à 2 s 9, Vettel à 3 s 5, Nico Rosberg à 4 s 2, Fernando Alonso à 5 s, Jenson Button (enfermé au départ et qui perd trois places) à 6 s 1, Mark Webber à 6 s 6 et Nick Heidfeld à 7 s. À l'arrière du peloton, Romain Grosjean, pour son premier départ en Grand Prix, regagne les stands pour changer le museau de sa Renault endommagé lors d'un contact au premier virage avec la Ferrari de Luca Badoer qui part en tête-à-queue et rejoint la piste en dernière position. Timo Glock et Sébastien Buemi s'arrêtent également après que Buemi, qui a coupé le virage, casse son l'aileron avant contre le pneu arrière droit de l'Allemand, victime d'une crevaison. Au second tour, Hamilton réalise le meilleur tour en course, en 1 min 41 s 8.
Après cinq tours, Hamilton mène toujours, devant Kovalainen, à 3 secondes, Barrichello, à 5 s, Vettel, à 6 s, Rosberg, à 8 s et Alonso, à 10 s. Webber prend l'ascendant sur Button tandis que Kubica dépasse son coéquipier Heidfeld, désormais sous la pression des Force India d'Adrian Sutil et de Giancarlo Fisichella. Hamilton augmente encore son rythme et creuse l'écart sur Kovalainen (5 secondes après huit tours) et sur Barrichello qui a lâché Räikkönen et Vettel. Au seizième tour, Hamilton, Vettel et Kubica rentrent aux stands mais le ravitaillement se passe mal pour l'Allemand qui doit stopper une deuxième fois pour remplir le réservoir de sa Red Bull RB5 ; Vettel finit par abandonner au vingt-troisième tour, sur bris de moteur.
Barrichello, qui hérite des commandes de la course, accélère sa cadence : il effectue deux tours sous la barre des 1 min 39 s 5 et réalise le meilleur tour en course. Après l'arrêt du Brésilien, Hamilton récupère la première place avec quelques longueurs d'avance sur la Brawn. Kovalainen, toujours troisième est décroché tandis que Räikkönen est quatrième devant Rosberg.
À la mi-course, Hamilton devance Barrichello de 4 secondes, Kovalainen de 9 s, Räikkönen de 15 s, Rosberg de 20 s, Alonso de 25 s, Webber de 29 s, Fisichella de 30 s, Button de 32 s et Nakajima de 34 s. Barrichello met la pression sur le leader qui regagne les stands au trente-huitième tour. Une mésentente entre les mécaniciens lors du changement de pneumatiques lui coûte un temps précieux alors que, dans le peloton, l'éclatement d'un pneu de la Williams de Nakajima provoque la sortie des drapeaux jaunes et décide Barrichello à anticiper son deuxième arrêt. Cette judicieuse décision lui permet de prendre l'avantage sur Hamilton et de remporter sa dixième victoire, la première depuis le Grand Prix de Chine 2004. Lewis Hamilton et Kimi Räikkönen le rejoignent sur le podium tandis qu'Heikki Kovalainen résiste au retour de Nico Rosberg en fin de course. Alonso, Button et Kubica se partagent les derniers points. Timo Glock, quatorzième, réalise le premier meilleur tour en course de sa carrière.

### Classement de la course
| Pos | No | Pilote                | Écurie               | Tours | Temps/Abandon                      | Grille | Points |
| --- | -- | --------------------- | -------------------- | ----- | ---------------------------------- | ------ | ------ |
| 1   | 23 | Rubens Barrichello    | Brawn-Mercedes       | 57    | 1 h 35 min 51 s 289 (193,344 km/h) | 3      | 10     |
| 2   | 1  | Lewis HamiltonSREC    | McLaren-Mercedes     | 57    | + 2 s 358                          | 1      | 8      |
| 3   | 4  | Kimi RäikkönenSREC    | Ferrari              | 57    | + 15 s 994                         | 6      | 6      |
| 4   | 2  | Heikki KovalainenSREC | McLaren-Mercedes     | 57    | + 20 s 032                         | 2      | 5      |
| 5   | 16 | Nico Rosberg          | Williams-Toyota      | 57    | + 20 s 870                         | 7      | 4      |
| 6   | 7  | Fernando Alonso       | Renault              | 57    | + 27 s 744                         | 8      | 3      |
| 7   | 22 | Jenson Button         | Brawn-Mercedes       | 57    | + 34 s 913                         | 5      | 2      |
| 8   | 5  | Robert Kubica         | BMW Sauber           | 57    | + 36 s 667                         | 10     | 1      |
| 9   | 14 | Mark Webber           | Red Bull-Renault     | 57    | + 44 s 910                         | 9      |        |
| 10  | 20 | Adrian Sutil          | Force India-Mercedes | 57    | + 47 s 935                         | 12     |        |
| 11  | 6  | Nick Heidfeld         | BMW Sauber           | 57    | + 48 s 822                         | 11     |        |
| 12  | 21 | Giancarlo Fisichella  | Force India-Mercedes | 57    | + 1 min 03 s 614                   | 16     |        |
| 13  | 9  | Jarno Trulli          | Toyota               | 57    | + 1 min 04 s 527                   | 18     |        |
| 14  | 10 | Timo Glock            | Toyota               | 57    | + 1 min 26 s 519                   | 13     |        |
| 15  | 8  | Romain Grosjean       | Renault              | 57    | + 1 min 31 s 774                   | 14     |        |
| 16  | 11 | Jaime Alguersuari     | Toro Rosso-Ferrari   | 56    | + 1 tour                           | 19     |        |
| 17  | 3  | Luca BadoerSREC       | Ferrari              | 56    | + 1 tour                           | 20     |        |
| Abd | 17 | Kazuki Nakajima       | Williams-Toyota      | 54    | Crevaison                          | 17     |        |
| Abd | 12 | Sébastien Buemi       | Toro Rosso-Ferrari   | 41    | Freins                             | 15     |        |
| Abd | 15 | Sebastian Vettel      | Red Bull-Renault     | 23    | Moteur                             | 4      |        |

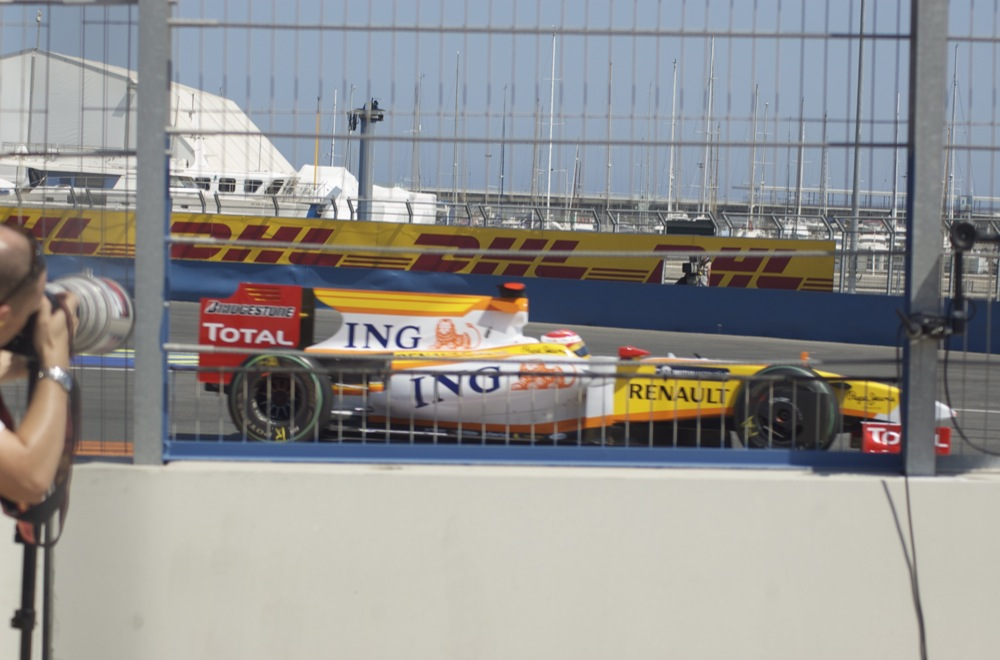
Fernando Alonso se classe 6e du Grand Prix d'Europe, disputé en Espagne

- Les pilotes prenant part au Grand Prix avec le SREC sont signalés par la mention SREC.

### Pole position et record du tour
- Pole position :  Lewis Hamilton (McLaren-Mercedes) en 1 min 39 s 498 (196,068 km/h). Le meilleur temps des qualifications a également été réalisé par Rubens Barrichello, lors de la Q2, en 1 min 38 s 076.
- Meilleur tour en course :  Timo Glock (Toyota) en 1 min 38 s 683(197,688 km/h) au cinquante-cinquième tour.

### Tours en tête
- Lewis Hamilton (McLaren-Mercedes) : 31 tours (1-15 / 21-36)
- Heikki Kovalainen (McLaren-Mercedes) : 1 tour (16)
- Rubens Barrichello (Brawn-Mercedes) : 25 tours (17-20 / 37-57)

## Classements généraux à l'issue de la course
| Pos | Pilote             | Écurie             | Points |
| --- | ------------------ | ------------------ | ------ |
| 1   | Jenson Button      | Brawn-Mercedes     | 72     |
| 2   | Rubens Barrichello | Brawn-Mercedes     | 54     |
| 3   | Mark Webber        | Red Bull-Renault   | 51,5   |
| 4   | Sebastian Vettel   | Red Bull-Renault   | 47     |
| 5   | Nico Rosberg       | Williams-Toyota    | 29,5   |
| 6   | Lewis Hamilton     | McLaren-Mercedes   | 27     |
| 7   | Kimi Räikkönen     | Ferrari            | 24     |
| 8   | Jarno Trulli       | Toyota             | 22,5   |
| 9   | Felipe Massa       | Scuderia Ferrari   | 22     |
| 10  | Timo Glock         | Toyota             | 16     |
| 11  | Fernando Alonso    | Renault            | 16     |
| 12  | Heikki Kovalainen  | McLaren-Mercedes   | 14     |
| 13  | Nick Heidfeld      | BMW Sauber         | 6      |
| 14  | Sébastien Buemi    | Toro Rosso-Ferrari | 3      |
| 15  | Robert Kubica      | BMW Sauber         | 3      |
| 16  | Sébastien Bourdais | Toro Rosso-Ferrari | 2      |

| Pos | Écurie               | Points |
| --- | -------------------- | ------ |
| 1   | Brawn-Mercedes       | 126    |
| 2   | Red Bull-Renault     | 98,5   |
| 3   | Ferrari              | 46     |
| 4   | McLaren-Mercedes     | 41     |
| 5   | Toyota               | 38,5   |
| 6   | Williams-Toyota      | 29,5   |
| 7   | Renault              | 16     |
| 8   | BMW Sauber           | 9      |
| 9   | Toro Rosso-Ferrari   | 5      |
| 10  | Force India-Mercedes | 0      |

## Statistiques
- 14e pole position de sa carrière pour Lewis Hamilton.
- 10e victoire de sa carrière pour Rubens Barrichello.
- 7e victoire pour Brawn en tant que constructeur.
- 75e victoire pour Mercedes en tant que motoriste.
- 1er meilleur tour en course de sa carrière pour Timo Glock.
- 1er départ en Grand Prix pour Romain Grosjean qui remplace Nelsinho Piquet chez Renault F1 Team.
- 100e victoire d'un pilote brésilien depuis la création du championnat du monde.
- 150e départ en Grand Prix pour Kimi Räikkönen.
- 39e arrivée consécutive parmi les pilotes classés et 31e arrivée consécutive en recevant le drapeau à damier pour Nick Heidfeld qui établit deux nouveaux records.
- Jenson Button est le seul pilote à avoir inscrit des points à l'occasion de tous les Grands Prix depuis le début de la saison.
- En menant la course pendant 31 tours, Lewis Hamilton passe la barre des 700 kilomètres en tête d'un Grand Prix.
- En menant la course pendant 25 tours, Rubens Barrichello passe la barre des 800 kilomètres en tête d'un Grand Prix.
- 50e départ en Grand Prix pour Luca Badoer qui remplace Felipe Massa chez Scuderia Ferrari. Badoer retrouve la compétition, 10 ans après sa dernière course en championnat du monde à l'occasion du Grand Prix du Japon 1999 au volant d'une Minardi.
- Rubens Barrichello portait un casque reprenant les couleurs de celui de son compatriote Felipe Massa (blessé au GP de Hongrie par un ressort échappé de la monoplace de Barrichello).
- Renault F1 Team, après avoir fait appel de la décision de la FIA d'exclure l'équipe pour le Grand Prix d'Europe, a été autorisée à prendre part à la course.